# ARQ (영화)
ARQ은 미국에서 제작된 토니 엘리엇 감독의 2016년 SF, 스릴러 영화이다. 로비 아멜 등이 주연으로 출연하였다.

## 출연

### 주연
- 로비 아멜
- 레이첼 테일러

### 조연
- 숀 벤슨
- 아담 버처
- 제이미 스필척